# Municipio de Union (condado de Woodbury)
El municipio de Union (en inglés: Union Township) es un municipio ubicado en el condado de Woodbury en el estado estadounidense de Iowa. En el año 2010 tenía una población de 729 habitantes y una densidad poblacional de 7,86 personas por km².

## Geografía
El municipio de Union se encuentra ubicado en las coordenadas 42°30′42″N 95°48′28″O / 42.51167, -95.80778. Según la Oficina del Censo de los Estados Unidos, el municipio tiene una superficie total de 92.71 km², de la cual 92,57 km² corresponden a tierra firme y (0,15 %) 0,14 km² es agua.

## Demografía
Según el censo de 2010, había 729 personas residiendo en el municipio de Union. La densidad de población era de 7,86 hab./km². De los 729 habitantes, el municipio de Union estaba compuesto por el 97,39 % blancos, el 0,27 % eran amerindios, el 1,23 % eran asiáticos, el 0,14 % eran de otras razas y el 0,96 % eran de una mezcla de razas. Del total de la población el 1,92 % eran hispanos o latinos de cualquier raza.